# Großer Krottenkopf
Großer Krottenkopf – szczyt w Alpach Algawskich, części Alp Bawarskich. Leży w zachodniej Austrii, w kraju związkowym Tyrol, tuż przy granicy z Niemcami. Jest to najwyższy szczyt Alp Algawskich. Na szczyt można dostać się drogami ze schronisk Kemptner Hütte (1844 m, od strony niemieckiej, dojście 3 godz.) lub Bernhardseck Hütte (1812 m, od strony austriackiej – Elbigenalp, dojście 3,5 godz.).
Pierwszego wejścia, w 1854 r., dokonał pewien doktor nazwiskiem Gümbel.